# ニコラエ・ティトゥレスク
ニコラエ・ティトゥレスク(ルーマニア語: Nicolae Titulescu, 1882年3月4日 - 1941年3月17日)は、20世紀前半のルーマニア王国の政治家・外交官。外務大臣、ルーマニア駐英大使、国際連盟総会議長を務めた。

## 生い立ちと教育
1882年、クラヨーヴァにて、弁護士の家庭に生まれる。父親の私有地で幼少時代を過ごす。1900年に高校を首席で卒業後、第三共和政時代のフランスに留学し、パリ大学にて奨学金を獲得し、法学部の5年間の課程で法律を学ぶ。論文『Essai sur une théorie des droits éventuels』（『条件付き権利の理論について』）を上梓し、博士号を取得する。この頃、パリにてフリーメイソンに接触する。
1905年、ティトゥレスクはルーマニアに帰国し、ヤシ大学（ro:Universitatea „Alexandru Ioan Cuza” din Iași）の教授となる。1907年、ティトゥレスクは首都のブカレストに移住する。

## 政治活動
1912年にルーマニアで行われた選挙の後、ティトゥレスクはテイケ・イオネスク(Take Ionescu)に率いられ、保守民主党所属の国会議員となる。5年後、イオン・I・C・ブラティアーノ(Ion I.C. Brătianu)内閣の財務大臣として1919年まで働いた。1918年の夏、イオネスク、オクタヴィアン・ゴガ(Octavian Goga)、トライアン・ヴイア(Traian Vuia)、コンスタンティン・ミレ(Constantin Mille)とともに、パリにて「ルーマニア国家委員会」を設立する。これは挙国一致でルーマニア国民の権利を国際的世論で推進すること（親フランス政策ならびに大ルーマニア主義の推進）を目的とし、ルーマニアが「事実上」の全権大使的な機関として公式に認めたものである。
パリ講和会議に出席したティトゥレスクは、ルーマニア全権代表としてトリアノン条約に調印している。1927年から1936年までルーマニア外部大臣を、1921年から1936年まで駐英大使も務めた。1930年と1931年には国際連盟総会議長に選出されている。小協商やバルカン協商の強化にも尽力した。1935年、ルーマニア芸術協会の名誉会員に選出された。
1921年の初期、ティトゥレスクは、ジュネーブで開かれた国際連盟の会議に、ルーマニア代表として出席する。1930年と1931年には議長に選出された。テイトゥレスクは、国の主権の尊厳、世界中の全ての国々の平等、集団安全保障、大きな国と小さな国とが接している状態でお互いが攻撃し合うのを防いで良好な関係を築くため、平和維持のため、国境の安定を維持するために奮闘した。
1936年6月、エチオピア帝国の皇帝ハイレ・セラシエ1世が「エチオピアがファシスト・イタリアによって侵略され、占領された」と発言した、というイタリア人ジャーナリストによるおどけに対し、ティトゥレスクは大きく反応した。ティトゥレスクはその場で立ち上がり、「À la porte les sauvages!」（「野蛮人は出て行け！」）と叫んだという。

## 亡命と死
1936年後半、ルーマニア国王カロル2世はティトゥレスクの全公職を剥奪し、ルーマニアから出ていくよう要求した。ティトゥレスクは最初にスイスに、のちにフランスに移った。亡命中、ティトゥレスクは会議と新聞記事を通して平和の維持のための思想の普及を続け、その後ほどなくして起こった戦争の危険に気付く。1937年11月、全国農民党のイウリウ・マニウ(Iuliu Maniu)の尽力でルーマニアに帰還するも再びルーマニアを離れ、フランスに避難する。カンヌにて、ティトゥレスクはファシズム体制となった祖国を非難した。
1941年3月17日、ティトゥレスクは身体を病魔に蝕まれたのち、同地で死んだ。祖国ルーマニアに葬って欲しい、というのが彼の遺言であった。
1989年、ニコラエ・チャウシェスクによるルーマニア社会主義共和国が革命で崩壊すると、ティトゥレスクの望みは叶えられることになる。パリの弁護士、ジョン＝ポール・カルテロン(Jean-Paul Carteron)による法的な手続きを経て、ティトゥレスクの亡骸は1992年3月14日、ブラショフの聖ニコラエ聖堂の隣、シュケイ・ブラシュヴルイ(Șcheii Brașovului)のスフンタ・エカテリーナ墓地に埋葬された。
ティトゥレスクは、のちに「白獅子勲章」(Řád Bílého lva)を授与された。

## ギャラリー

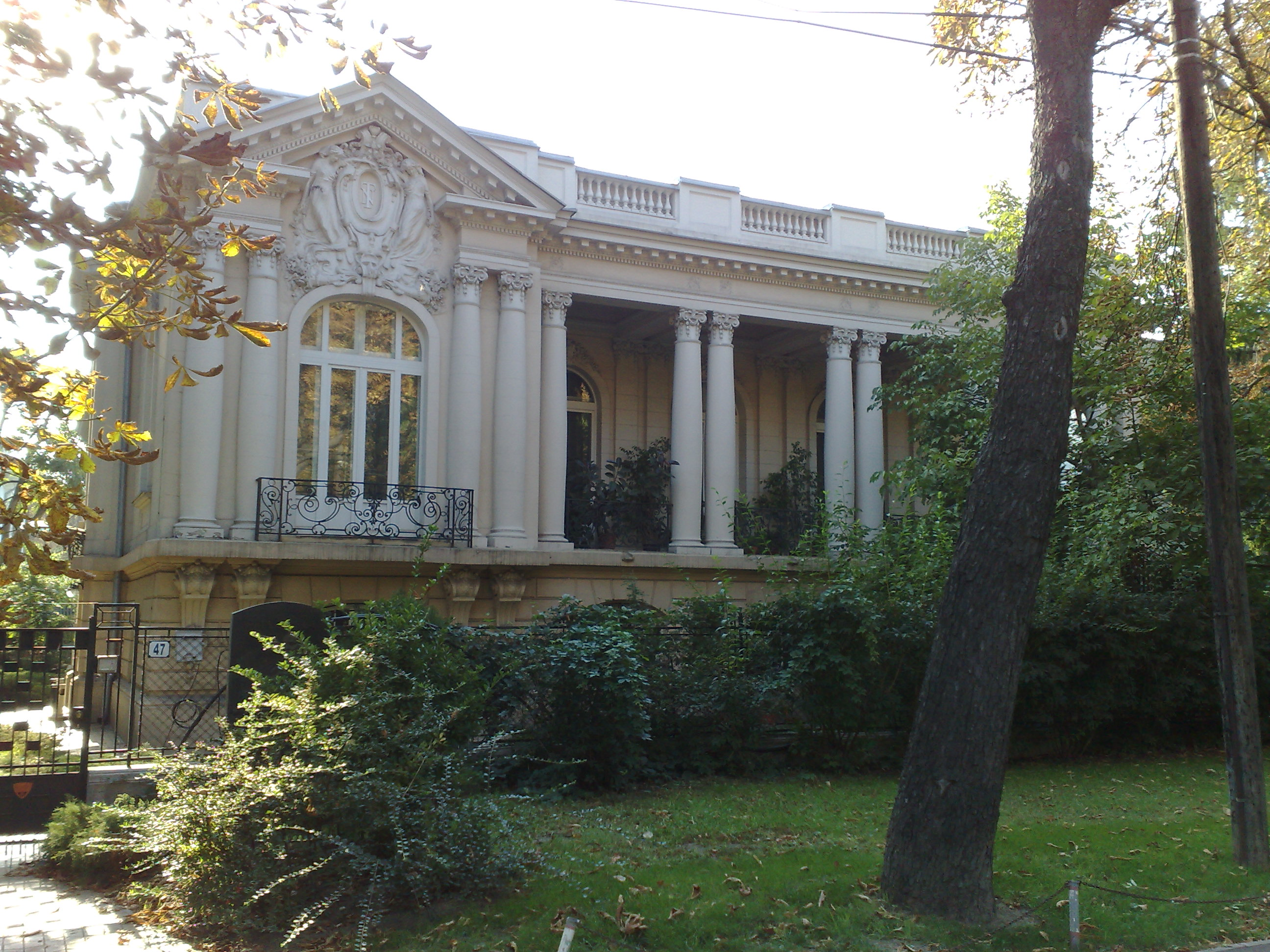
ティトゥレスクの住居
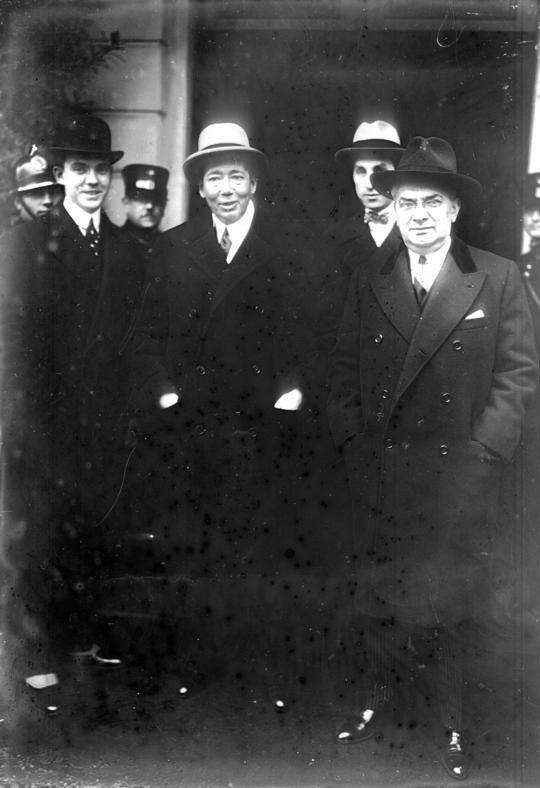
写真中央の人物がティトゥレスク（1928年12月）
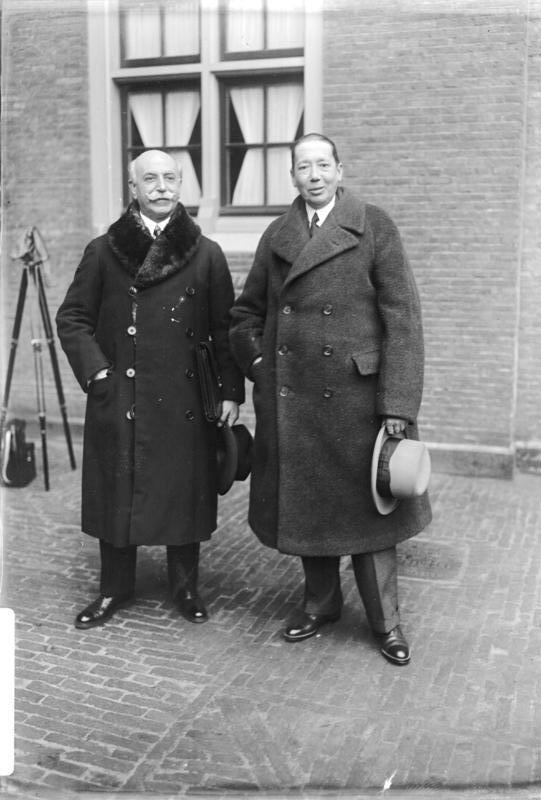
外務大臣のゲオルゲ・ミオネスク（左）と（1930年）
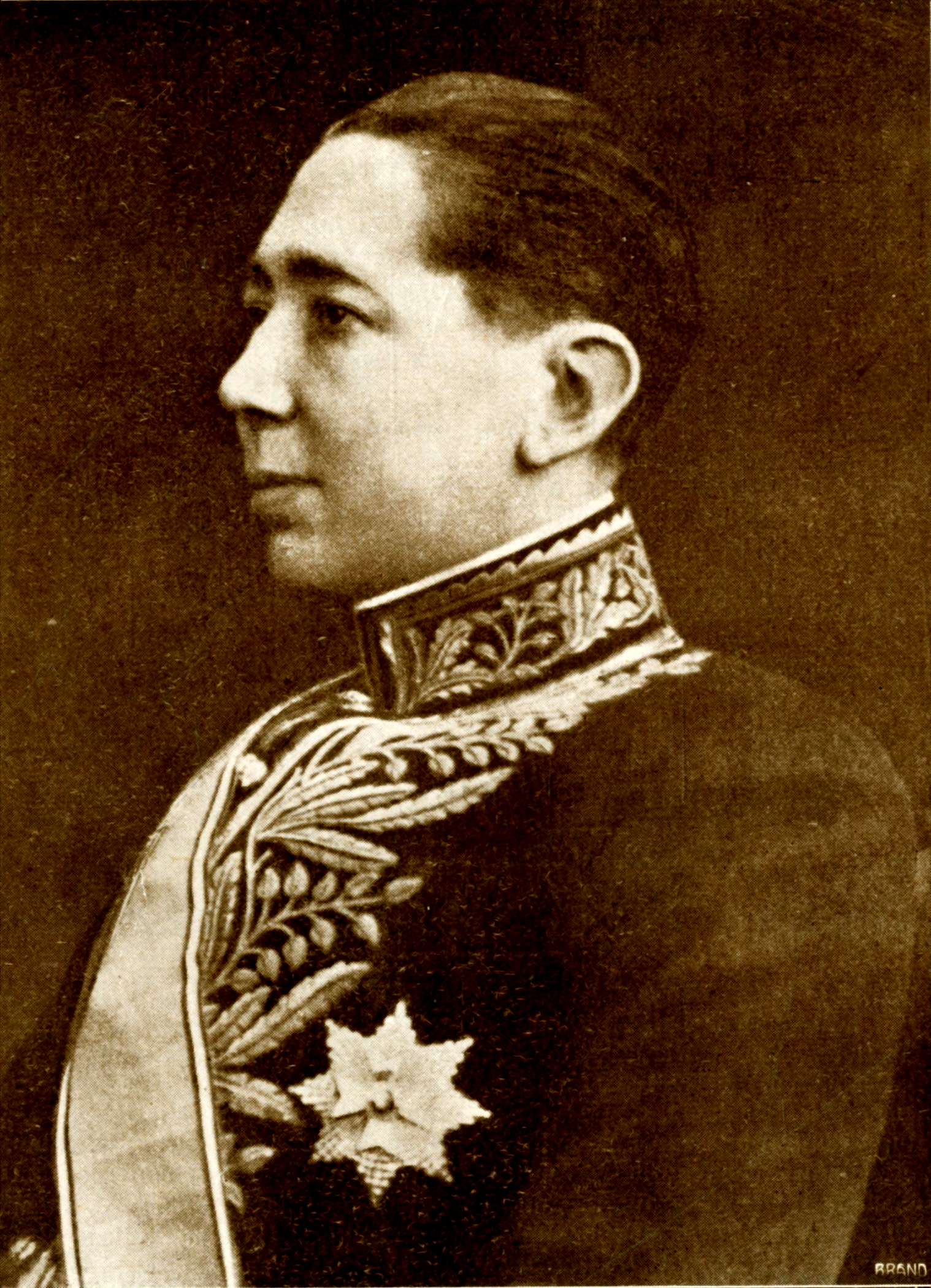
ニコラエ・ティトゥレスク
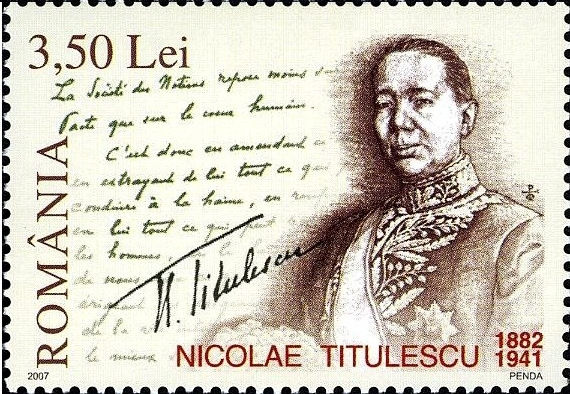
ルーマニアで発行された、ティトゥレスクを描いた切手
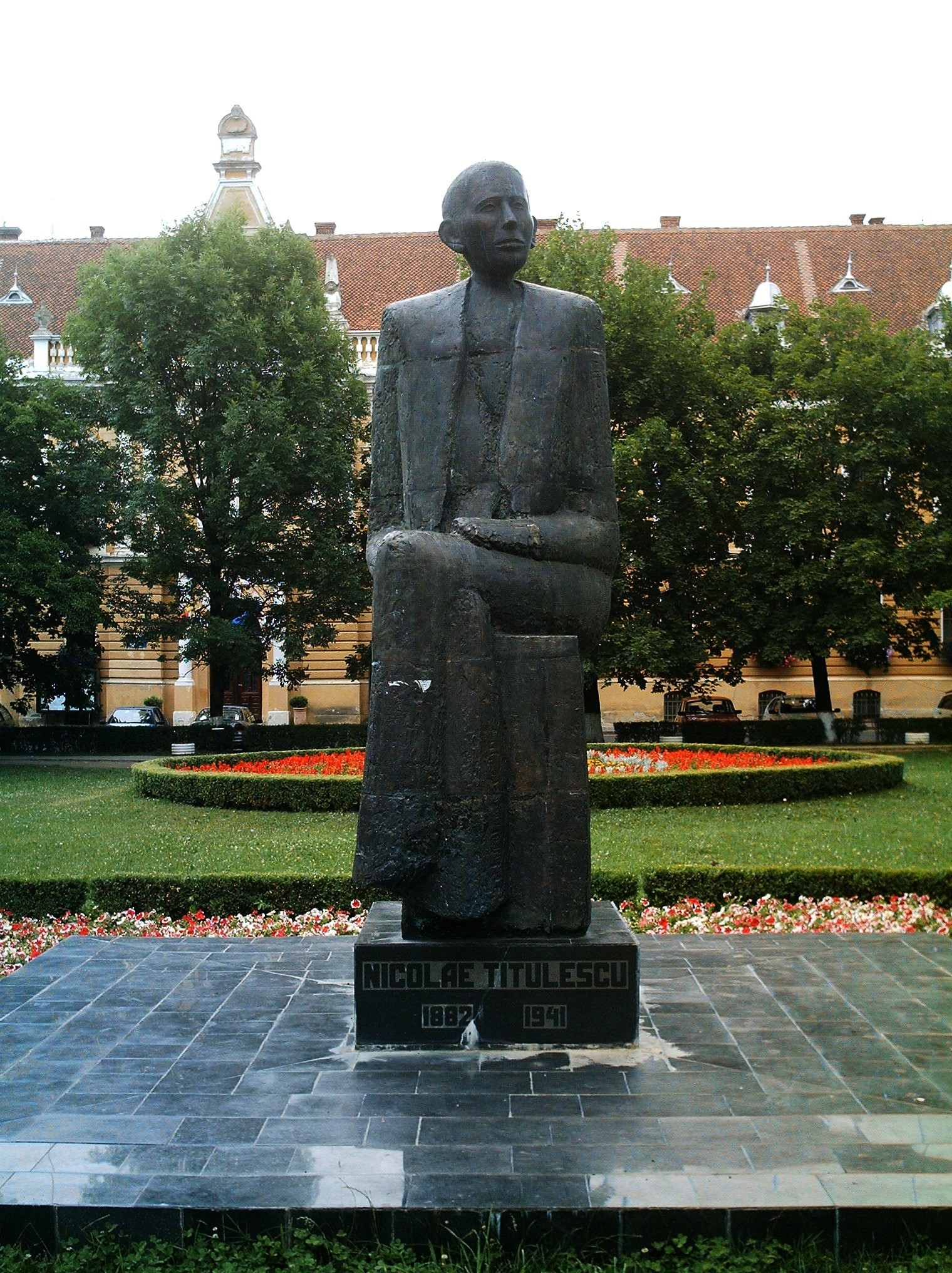
ブラショフにあるティトゥレスクの銅像
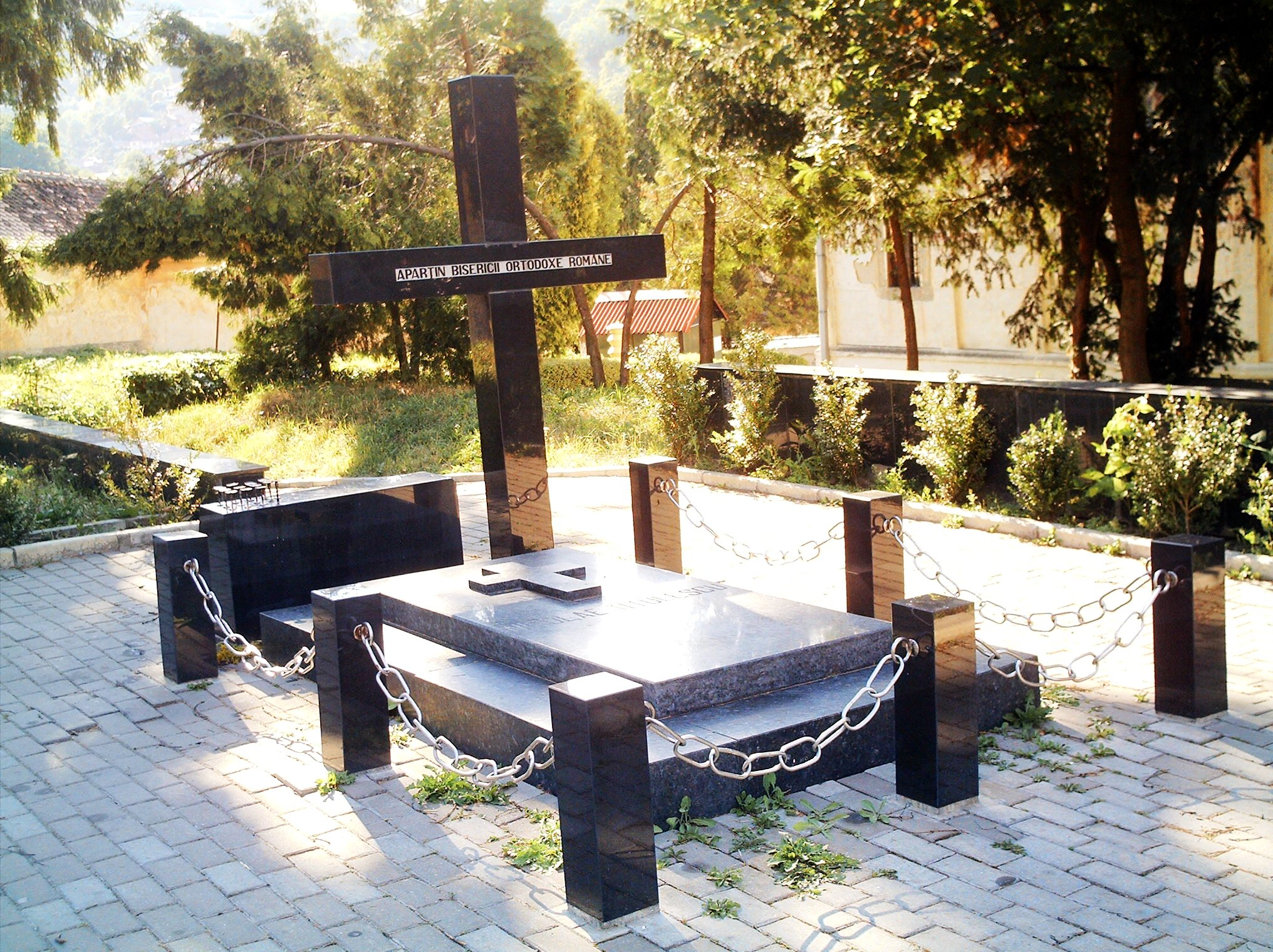
ブラショフにあるティトゥレスクの墓